# Chenevières
Chenevières település Franciaországban, Meurthe-et-Moselle megyében. Lakosainak száma 477 fő (2022. január 1.). Chenevières Flin, Saint-Clément és Vathiménil községekkel határos.

## Népesség
A település népességének változása:
| Lakosok száma | 342  | 371  | 451  | 496  | 493  | 500  | 495  | 490  | 489  | 477  |
|               | 1968 | 1982 | 1990 | 2006 | 2013 | 2015 | 2017 | 2019 | 2020 | 2022 |